# Red 2
RED 2 es una película del año 2013 de comedia y acción del director Dean Parisot, secuela de la película de 2010 Red. Está inspirada, al igual que su predecesora, en el cómic homónimo creado por Warren Ellis y Cully Hamnler, y publicado por DC Comics. Sus protagonistas principales son Bruce Willis, John Malkovich, Mary-Louise Parker, Catherine Zeta-Jones, Byung-hun Lee, Anthony Hopkins, y Helen Mirren. Red 2 fue estrenada el 19 de julio de 2013.

## Argumento
Frank Moses, un agente retirado de operaciones encubiertas de la CIA, junto a su novia Sarah, tiene que volver a reunir a su extravagante equipo de operaciones especiales para realizar la búsqueda a escala mundial de un artefacto nuclear de gran potencia que se encuentra desaparecido desde principios de la Guerra Fría. Mientras continúan sus investigaciones por Francia, Inglaterra, Hong Kong y Rusia, tendrán que enfrentarse a decenas de asesinos, terroristas y oficiales del gobierno ansiosos por hacerse con esta arma para sus beneficios propios; de lo que no son conscientes es de lo que puede suponer enfrentarse al equipo RED y sus tácticas poco ortodoxas de la "vieja escuela".

## Reparto
- Bruce Willis como Francis "Frank" Moses.
- Mary-Louise Parker como Sarah Ross.
- John Malkovich como Marvin Boggs.
- Helen Mirren como Victoria Winslow.
- Anthony Hopkins como el Dr. Edward Bailey.
- Catherine Zeta-Jones como Katja Petrokovich.
- Byung-hun Lee como Han Cho Bai.
- Brian Cox como Ivan Simanov.
- David Thewlis como La Rana.
- Neal McDonough como Jack Horton.

## Producción
En enero de 2011, Summit Entertainment encargó a Jon y Erich Hoeber el trabajo de elaborar el guion para una secuela de Red debido a su éxito financiero, el cual sobrepasó las expectativas del productor Lorenzo di Bonaventura. En octubre de ese mismo año, se anunció que la película se estrenaría el 2 de agosto de 2013, reuniendo de nuevo al equipo RED con nuevos amigos y enemigos en su misión por Europa, y por fin, en febrero de 2012 se confirmaron las negociaciones finales para que Dean Parisot, conocido por Héroes fuera de órbita y Fun with Dick and Jane, fuera el director de la película.

## Recepción

### Taquilla
En su semana de estreno, la película recaudó 18,5 millones de dólares y terminó en quinto lugar, por debajo de los 21,8 millones de su predecesora en 2010. De acuerdo con las encuestas, el 67% de la audiencia era mayor de 35 años, y el 52% eran hombres. La película recaudó unos 53,3 millones en Estados Unidos y 94,8 millones en el extranjero, obteniendo un total de 148 millones dólares en todo el mundo.

### Críticas
De acuerdo a las críticas de prensa, la película tiene una calificación media de 2,4 sobre 5, encontrando una gran variedad de opiniones desde una de las más optimistas, de Owen Gleiberman de Entertainment Weekly, que afirma ser "rápida, jocosa e ingeniosa", hasta las más pesimistas, como la de Francisco Marinero de Metrópoli, que la sentencia diciendo que es un "espectáculo de acción inverosímil, de tanta solvencia como poca inspiración" y que "su baza es el reparto".

## Secuela
En mayo de 2013, y casi de manera simultánea al estreno de este film, la productora Lionsgate asignó de nuevo a Jon y Erich Hoeber la elaboración de un guion para continuar la saga con Red 3, tercera parte que comenzaría a rodarse en 2014; sin embargo, todavía nadie se ha pronunciado sobre si el rodaje ha comenzado o si llegará a comenzar.